# Hip Hop Studies
Hip Hop Studies ist ein Sammelbegriff für die wissenschaftliche, interdisziplinäre Beschäftigung mit Hip-Hop. Diese kann aus den Perspektiven der Musikwissenschaft, der Soziologie, der Geschichtswissenschaft, der Literaturwissenschaft, anderen Disziplinen oder kombinierten Zugriffen heraus erfolgen. Der Begriff wird dabei nicht von jedem Autor benutzt.

## In der universitären Lehre
Seit 2002 gibt es an der Harvard University das Hiphop Archive & Research Centre. Die University of Arizona in Tucson bietet ein Hip-Hop-Diplom an.  An der Universität Wuppertal gibt es die Hiphop-Academy.